# Tamara Esteri
Tamara Esteri Almeida (L'Avana, 24 agosto 1966) è un'ex schermitrice cubana, vincitrice di una medaglia d'argento ai campionati mondiali di scherma.

## Biografia
Ha partecipato ai Giochi della XXVI Olimpiade di Atlanta nel 1996 ed ai Giochi della XXVII Olimpiade di Sydney nel 2000.

## Palmarès
In carriera ha conseguito i seguenti risultati:
- Mondiali di scherma

La Chaux de Fonds 1998: argento nella spada a squadre.
- Giochi Panamericani:

Indianapolis 1987: oro nella spada individuale.
Winnipeg 1999: oro nella spada a squadre ed argento individuale.